# The Ride (album Nelly Furtado)
The Ride – szósty studyjny album Nelly Furtado, wydany 31 marca 2017 roku nakładem własnej wytwórni Furtado Nelstar Music. Pierwszym singlem promującym krążek został utwór „Pipe Dreams”. Album uplasował się na 76 miejscu najlepiej sprzedających się płyt w Kanadzie, oraz w top 100 w Niemczech, Szwajcarii i Włoszech. 

## Lista utworów
| Nr  | Tytuł utworu        | Autorzy                                                                   | Produkcja                   | Długość |
| --- | ------------------- | ------------------------------------------------------------------------- | --------------------------- | ------- |
| 1.  | „Cold Hard Truth”   | Nelly Furtado, John Congleton                                             | John Congleton              | 2:54    |
| 2.  | „Flatline”          | Furtado, Congleton                                                        | John Congleton              | 3:21    |
| 3.  | „Carnival Games”    | Furtado                                                                   | John Congleton              | 4:17    |
| 4.  | „Live”              | Furtado, Congleton                                                        | John Congleton              | 4:03    |
| 5.  | „Paris Sun”         | Furtado, Congleton                                                        | John Congleton              | 3:29    |
| 6.  | „Sticks and Stones” | Mark Taylor, Patrick Mascall, Jamie Scott, Arlissa Joann Ruppert, Furtado | John Congleton, Mark Taylor | 3:34    |
| 7.  | „Magic”             | Furtado, Congleton                                                        | John Congleton              | 4:02    |
| 8.  | „Pipe Dreams”       | Furtado, Congleton                                                        | John Congleton              | 4:23    |
| 9.  | „Palaces”           | Furtado, Congleton                                                        | John Congleton              | 3:31    |
| 10. | „Tap Dancing”       | Furtado, Liz Rose, Natalie Hemby                                          | John Congleton              | 4:10    |
| 11. | „Right Road”        | Furtado, Congleton                                                        | John Congleton              | 3:28    |
| 12. | „Phoenix”           | Furtado, Paul Barry, Taylor                                               | John Congleton              | 4:25    |
|     |                     |                                                                           |                             | 45:37   |

## Notowania
| Lista przebojów (2017)                | Najwyższa pozycja |
| ------------------------------------- | ----------------- |
| Belgia (Ultratop 200 Albums, Walonia) | 141               |
| Kanada (Billboard Canadian Albums)    | 76                |
| Niemcy (Offizielle Top 100)           | 65                |
| Szwajcaria (Alben Top 100)            | 41                |
| USA (Independent Albums)              | 25                |
| Wielka Brytania (Album Sales)         | 81                |
| Włochy (FIMI)                         | 66                |